# ルイシャム列車衝突事故 (1857年)
ルイシャム列車衝突事故 (1857年)（英: Lewisham rail crash (1857)）とは、1857年6月28日にルイシャム駅のすぐ東で発生し、11人が死亡した鉄道事故である 。
ストルードを午後9時15分に発車した、15分遅れで走行中の列車（機関車+客車14両）はルイシャム駅から200ヤード手前で赤信号のために停車した。乗務員は9時30分発の後続列車に警告するため赤いランプを列車の後部に設置した。彼は列車が接近してくるのを聞くと、それに向かって笛を吹いたりランプを振ったりしながら走った。しかし、彼は後続の運転士から見えなかったと思われ、停車中の列車は約20mphで衝突され、緩急車と後部客車が破壊された。この事故で11人が死亡し、30人以上が負傷した。
先行列車がルイシャムを出発するまで後続列車が1つ手前のブラックヒース駅を出発するのを防止するための電信システムが導入されており、号鐘 (signal bells) を信号所の中で鳴らすシステムを使用していた。送受信された信号は信号所にあったレジスターに記録されており、調査により線路が開通したという信号がルイシャムの信号扱い所から送信されていないにもかかわらず、ブラックヒースの信号扱い所の帳簿に記載されていたことが判明した。
後続列車の運転士と火夫とブラックヒースの信号扱い手は、職務怠慢により11人が死亡した罪で起訴された。